# Крест (часовня)

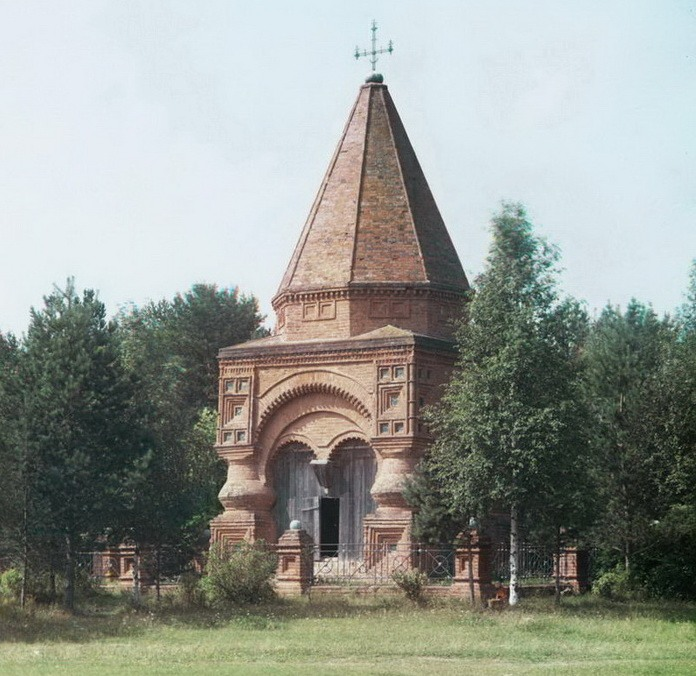
Часовня на фото Прокудина-Горского (около 1911 года)

Часовня Феодора Стратилата (Крест) — православная часовня в урочище Собилка в 4 км к югу от Переславля-Залесского по дороге на Москву (ныне автодорога «Холмогоры»), построенная в XVI веке в память о рождении на этом месте у Ивана Грозного сына Фёдора (царь с 1584 по 1598 годы, последний из московских Даниловичей).
Предание о создании часовни изложено протоиереем Александром Свирелиным следующим образом: «В 1557 году царь Иоанн Васильевич с супругою своею Анастасией Романовной и главой Русской Церкви митрополитом Афанасием был на освящении соборного храма в Переславском Никитском монастыре, а возвращаясь обратно в Москву, царица, отъехав семь верст от города, в деревне Собилово благополучно разрешилась сыном, названным во Святом Крещении Феодором». Обрадованный царь велел построить в ближайшем к этому месту монастыре — Фёдоровском — каменную церковь во имя святого Феодора Стратилата, небесного покровителя новорожденного царевича, а на месте его рождения поставить высокий каменный столп или часовню.
Существующая часовня «Крест» сохранила шатровые формы XVII века: то ли её возвели именно в XVII веке (а не при Иване Грозном, как принято считать), то ли сильно перестроили. В XIX веке за ветхостью её разобрали, но вскоре восстановили на прежнем месте и в прежнем виде.